# 대한민국 민법 제390조
대한민국 민법 제390조는 채무불이행과 손해배상에 대한 민법 채권법 조문이다.

## 조문
제390조(채무불이행과 손해배상) 채무자가 채무의 내용에 좇은 이행을 하지 아니한 때에는 채권자는 손해배상을 청구할 수 있다. 그러나 채무자의 고의나 과실없이 이행할 수 없게 된 때에는 그러하지 아니하다.

第390條(債務不履行과 損害賠償) 債務者가 債務의 內容에 좇은 履行을 하지 아니한 때에는 債權者는 損害賠償을 請求할 수 있다. 그러나 債務者의 故意나 過失없이 履行할 수 없게 된 때에는 그러하지 아니하다.

## 비교 조문
일본민법 제415조 (채무불이행에 의한 손해배상) 채무자가 그 채무의 취지에 좇아 이행을 하지 아니한 때에는 채권자는 이것에 의해 발생한 손해의 배상을 청구할 수 있다. 채무자의 귀책 사유에 의해 이행을 할 수 없게 된 때에도 이와 같다.

## 해설
예를 들어 버스를 타고 가다 사고로 승객이 크게 다친 경우 승객은 버스회사와 안전하게 승객을 수송하여야 할 계약관계에 있고 회사는 이를 불이행한 것이어서 채무불이행을 이유로 손해배상청구가 가능하다. 본 조는 불법행위 손해배상 책임을 규정한 민법 제750조와 종종 경합한다.

## 사례
- 회원모집을 한 상태서 골프장 오픈이 상당기간 지연될 경우 회원들은 입회 계약을 해지하거나 이에 대한 배상금을 청구할 수 있다[1]

- A 지방공사는 아파트 건설사업과 관련하여 사업계획승인을 받았으나, 그 승인조건에는 “해당 사업부지의 문화재 발굴조사가 완료되고 보전조치사항이 이전된 다음에 착공하여야 한다”는 내용이 있었고, A 지방공사의 대표자는 장차 발굴조사를 거쳐 현지 보존결정의 가능성이 있음을 예상할 수 있었는데 A 지방공사는 위 승인조건과 달리 문화재청장의 최종결정이 있기전에 아파트를 사전 분양하면서 공고문에는 현지 보존결정이 있을 경우 사업부지를 변경해야 하거나 건설사업 자체가 폐지될 수 있다는 가능성에 대해서는 구체적인 언급을 하지 않았고, 후에 해당 아파트 부지는 문화재 발견으로 현지 보존결정이 되었고, A 지방공사가 계약해제와 함께 수분양자들이 이미 지급한 계약금 및 중도금을 변제 공탁하겠다는 내용의 통지를 하자, 수분양자 B등은 아파트 공급의무 불이행은 A의 귀책사유에 의한 것이라며 분양계약에서 정한 위약금(분양대금 총액의 10%)을 구하는 소를 제기하였다[2].

## 참고문헌
- 김형배. "민법 제390조와 채무불이행법체계 -하나의 시론(試論)-." 민사법연구 17.- (2009): 1-15.
- 김대정. "2013년 「채무불이행법 개정안」에 관한 검토 –불완전이행에 관한 제390조를 중심으로-." 중앙법학 17.4 (2015): 261-300.
- 여하윤. (2025). 민법 제390조(채무불이행과 손해배상)·제393조(손해배상의 범위) 개정방향에 관한 소고(小考). 비교사법, 32(1), 251-270.

## 같이 보기
- 채무불이행
- 불법행위
- 대한민국 민법 제546조 이행불능과 해제
- 대상청구권